# 미할코 유리예비치

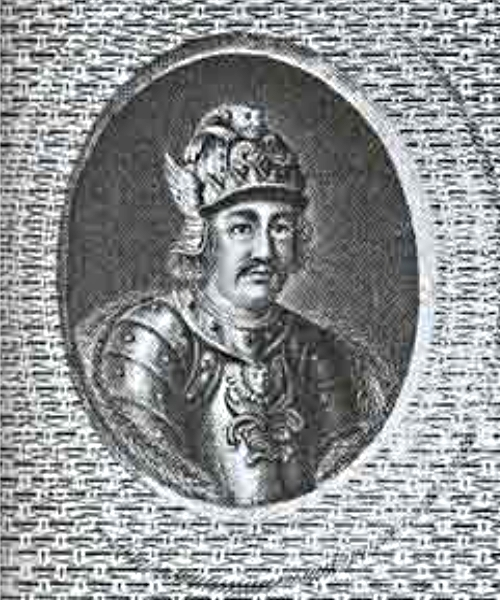
미할코 유리예비치

미할코 유리예비치(러시아어: Михалко Юрьевич, 우크라이나어: Михайло Юрійович 미하일로 유리요비치[*], 생년 미상 ~ 1176년 6월 20일)는 키예프 대공국의 대공(재위: 1171년)이자 블라디미르 대공국의 대공(재위: 1175년 ~ 1176년)이다. 류리크 왕조 출신이다.

## 생애
유리 돌고루키 대공의 아들로 태어났다. 토르체스크(Torchesk) 공작(1160년대 중반 ~ 1173년), 블라디미르와 수즈달 공작(1175년 ~ 1176년)을 역임했다.
1162년에는 자신의 형인 안드레이 돌고루키의 미움을 사서 궁정에서 쫓겨났다. 1162년부터 1169년까지는 체르니히우 인근에 위치한 오스테르(Oster)에 거주했다.
1171년 글레프 대공이 사망하면서 키예프로 귀환했고 안드레이 돌고루키에 의해 키예프 대공으로 즉위했지만 얼마 지나지 않아 키예프 대공위에서 물러났다.
1175년에는 안드레이 돌고루키의 뒤를 이어 블라디미르 대공국의 대공으로 즉위했지만 수많은 공국들과의 갈등으로 인해 블라디미르 대공위에서 물러났고 체르니히우 공국으로 떠나게 된다.
| 전임 블라디미르 3세 | 키예프 대공 1171년 | 후임 로만 로스티슬라비치 |